# Elisabetta Fanton
Pour les articles homonymes, voir Fanton.
Elisabetta Fanton, née le 26 décembre 1968 à Trévise, est une coureuse cycliste italienne.

## Palmarès sur route
- 1988
  - Trofeo Alfredo Binda-Comune di Cittiglio
- 1989
  - Trofeo Alfredo Binda-Comune di Cittiglio
  - 2e du Championnat d'Italie sur route
  - 2e du Gran Premio della Liberazione PINK
- 1990
  -  Championne d'Italie sur route
- 1991
  - GP Conad
- 1992
  - San Marino di Carpi
  - Gran Premio della Liberazione PINK
  - Osio Sopra

## Palmarès sur piste

### Internationales
- 1984
  - 5e de la vitesse aux championnats du monde
- 1985
  - 5e de la vitesse aux championnats du monde
- 1986
  - 5e de la vitesse aux championnats du monde
- 1987
  - 5e de la vitesse aux championnats du monde
- 1988
  - 12e de la vitesse aux Jeux olympiques à Séoul

### Championnats nationaux
- 1984
  - 2e de la vitesse
- 1985
  -  Championne de la vitesse
- 1986
  -  Championne de la vitesse
- 1987
  -  Championne de la vitesse
- 1988
  -  Championne de la vitesse
- 1989
  -  Championne de la vitesse